# Murtaza Gubajdullovics Rahimov
Murtaza Gubajdullovics Rahimov (oroszul: Муртаза́ Губайду́ллович Рахи́мов, baskírul: Мортаза Ғөбәйҙулла улы Рәхимов; Tavakanovo, 1934. február 7. – Ufa, 2023. január 11.) baskír nemzetiségű orosz politikus, a Baskír Köztársaság első elnöke 1993 és 2010 között.

## Élete
1934. február 7-én született Tavakanovo faluban, a Baskír Autonóm Szovjet Szocialista Köztársaság Kugarcsi járásában.
Az Ufai Olajipari Szakközépiskola elvégzése után az ufai finomítóban kezdett dolgozni. Munka mellett 1964-ben diplomát szerzett az Ufai Olajipari Főiskolán. Az olajfinomítóban előbb főmérnökhelyettes, majd főmérnök, 1986-ban a gyár igazgatója lett. 1974-ben belépett a Szovjetunió Kommunista Pártjába.
1989-ben képviselővé választották, és 1990. április 6-án Baskíria Legfelső Tanácsának elnöke lett. 1991-ben kilépett a kommunista pártból. 1993. december 12-én megválasztották a Baskír Köztársaság első elnökévé. 1998. június 14-én második, 2003. december 21-én harmadik alkalommal is elnökké választották. Ezt követően a 2005-ben módosított orosz jogszabályok alapján nem került sor közvetlen elnökválasztásra, hanem az orosz elnök javaslatára a helyi parlament szavazza meg. Így Vlagyimir Putyin javaslatára 2006-ban a baskír parlament negyedszerre is elnökké választotta Rahimovot, annak ellenére, hogy az ellenzék törvénytelenséggel, korrupcióval, gyilkosságok és kínzások engedélyezésével vádolta.
Negyedik elnöki ciklusát, ami 2011. októberben járt volna le, nem töltötte ki, hanem 2010. júliusban lemondott tisztségéről.
Vlagyimir Milov, az orosz Energiapolitikai Intézet igazgatója szerint Rahimov politikája összességében sikertelen volt Baskíria számára, csak családja vagyonosodását szolgálta.

## Magánélete
Felesége Lujza Galimovna Rahimova, egyetlen fia Ural Murtazovics Rahimov. Fia 2010-re a Baskír köztársaság szinte valamennyi olajtermelő és -feldolgozó vállalatának tulajdonosa lett.

## Fordítás
Ez a szócikk részben vagy egészben  a   Murtaza Rakhimov című angol Wikipédia-szócikk ezen változatának fordításán alapul.  Az eredeti cikk szerkesztőit annak laptörténete sorolja fel. Ez a jelzés csupán a megfogalmazás eredetét és a szerzői jogokat jelzi, nem szolgál a cikkben szereplő információk forrásmegjelöléseként.